# Деян Петрович (тенісист)
Деян Петрович (англ. Dejan Petrović; нар. 3 квітня 1978) — колишній австралійський тенісист.
Найвищу одиночну позицію світового рейтингу — 157 місце досяг 7 серпня 2000, парну — 116 місце — 15 липня 2002 року.
Найвищим досягненням на турнірах Великого шолома було 2 коло в парному розряді.

## Титули на челленджерах

### Парний розряд: (8)
| Ранг | Рік  | Турнір                                             | Покриття | Партнер              | Суперники                       | Рахунок                 |
| ---- | ---- | -------------------------------------------------- | -------- | -------------------- | ------------------------------- | ----------------------- |
| 1.   | 2000 | Manchester Challenger, Manchester, Велика Британія | Трава    | Енді Рам             | Їв Аллегро Їво Гойбергер        | 6–2, 7–6(7–1)           |
| 2.   | 2000 | Córdoba Challenger, Córdoba, Іспанія               | Тверде   | Енді Рам             | Оскар Буррієса Даніел Мело      | 6–1, 6–4                |
| 3.   | 2000 | Sofia Challenger, Софія, Болгарія                  | Ґрунт    | Орлін Станойчев      | Радослав Лукаєв Лубен Пампулов  | 6–2, 6–7(5–7), 7–6(7–5) |
| 4.   | 2001 | MasterCard Tennis Cup, Кампус-ду-Жордау, Бразилія  | Тверде   | Енді Рам             | Адріану Феррейра Даніел Мело    | 6–3, 6–4                |
| 5.   | 2001 | Belo Horizonte Challenger, Белу-Оризонті, Бразилія | Тверде   | Енді Рам             | Баррі Кован Ерік Тайно          | 6–3, 6–4                |
| 6.   | 2001 | Gramado Challenger, Грамаду, Бразилія              | Тверде   | Енді Рам             | Адріану Феррейра Даніел Мело    | 6–4, 6–4                |
| 7.   | 2002 | Bristol Challenger, Бристоль, Велика Британія      | Трава    | Айсам-уль-Хак Куреші | Даніеле Браччалі Джанлука Поцці | 6–3, 6–2                |
| 8.   | 2002 | Gramado Challenger, Грамаду, Бразилія              | Тверде   | Алессандру Гевара    | Денис Голованов Майкл Джойс     | 3–6, 7–5, 6–2           |